# Caryocaraceae
Caryocaraceae är en familj av tvåhjärtbladiga växter. Caryocaraceae ingår i ordningen malpigiaordningen, klassen tvåhjärtbladiga blomväxter, fylumet kärlväxter och riket växter. Enligt Catalogue of Life omfattar familjen Caryocaraceae 26 arter. 
Kladogram enligt Catalogue of Life:
| Caryocaraceae | \| \| Anthodiscus \| \| \| \| \| \| Caryocar \| \| \| \| |
|               | \| \| Anthodiscus \| \| \| \| \| \| Caryocar \| \| \| \| |
|               | Anthodiscus                                              |
|               |                                                          |
|               | Caryocar                                                 |
|               |                                                          |

## Bildgalleri

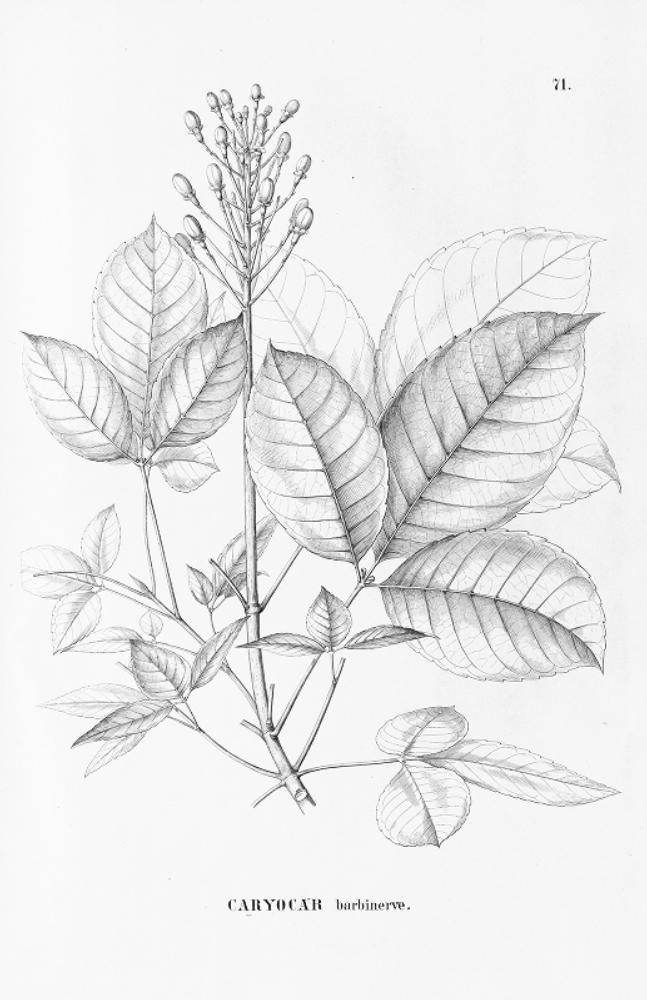
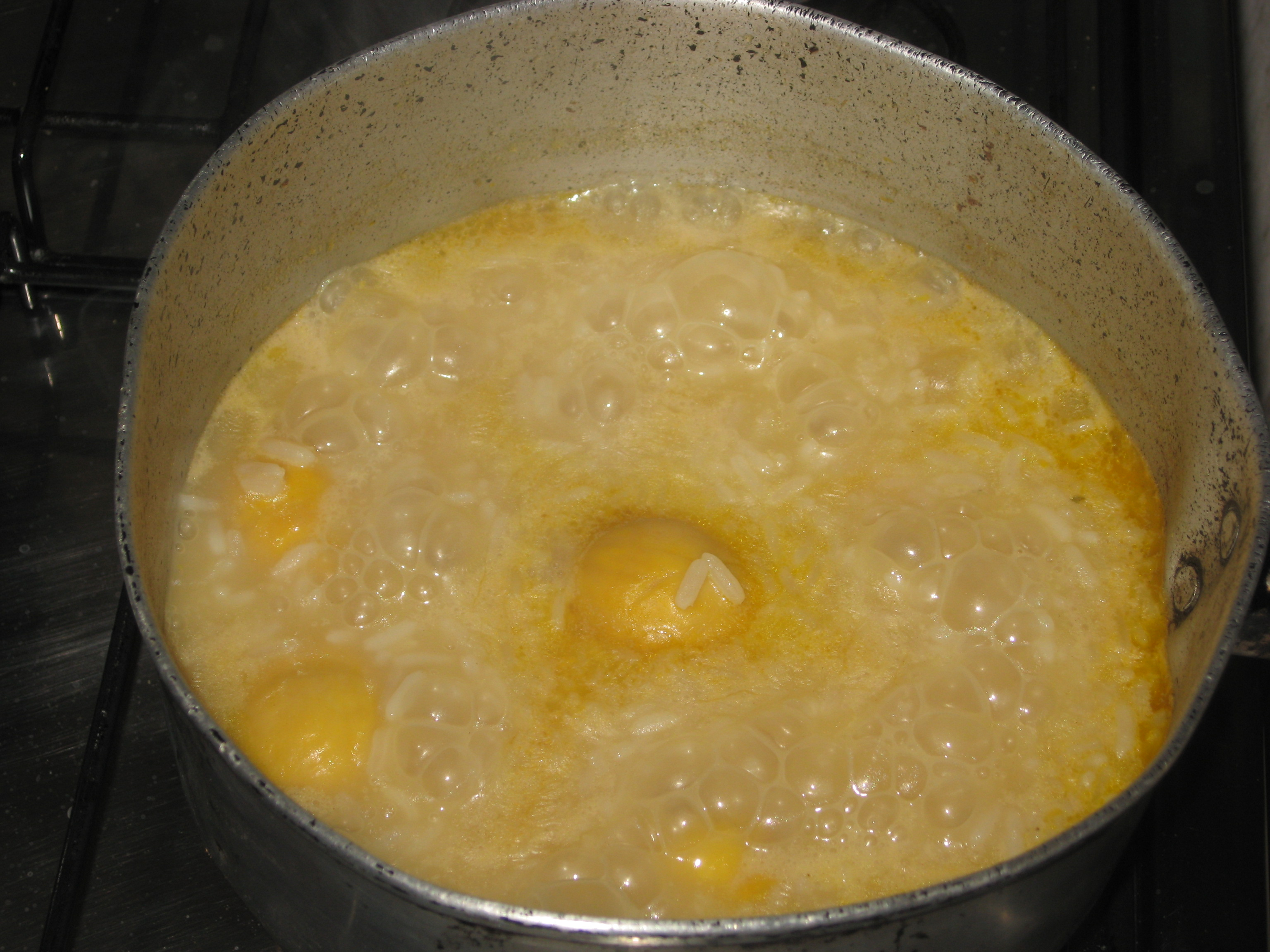
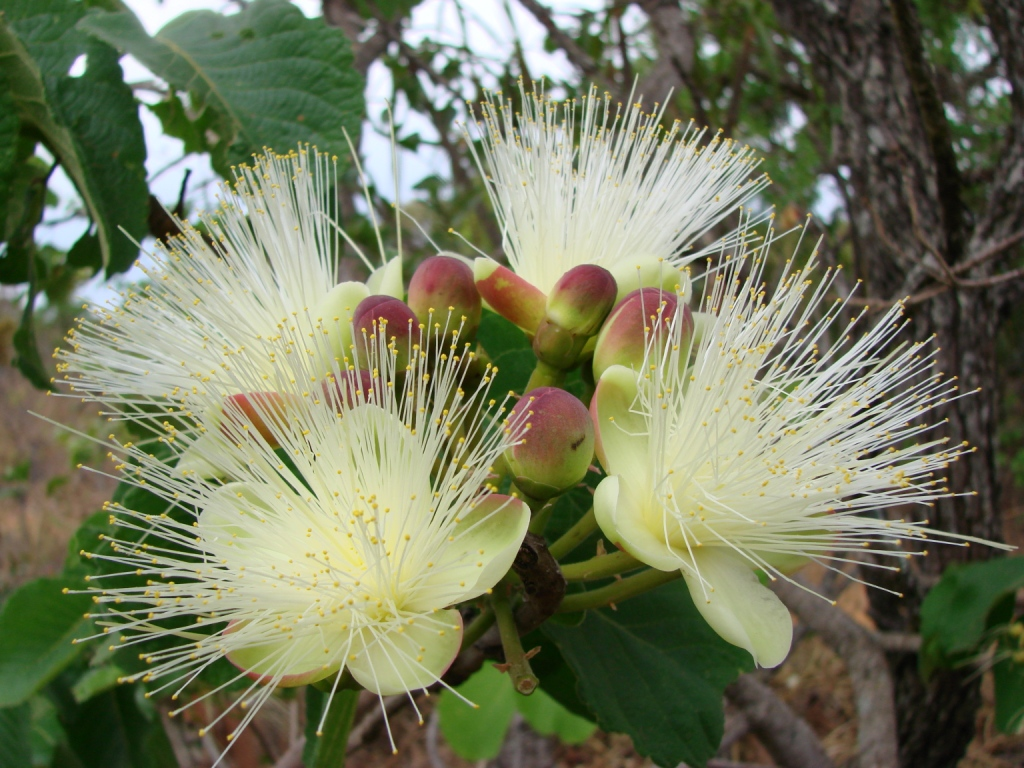
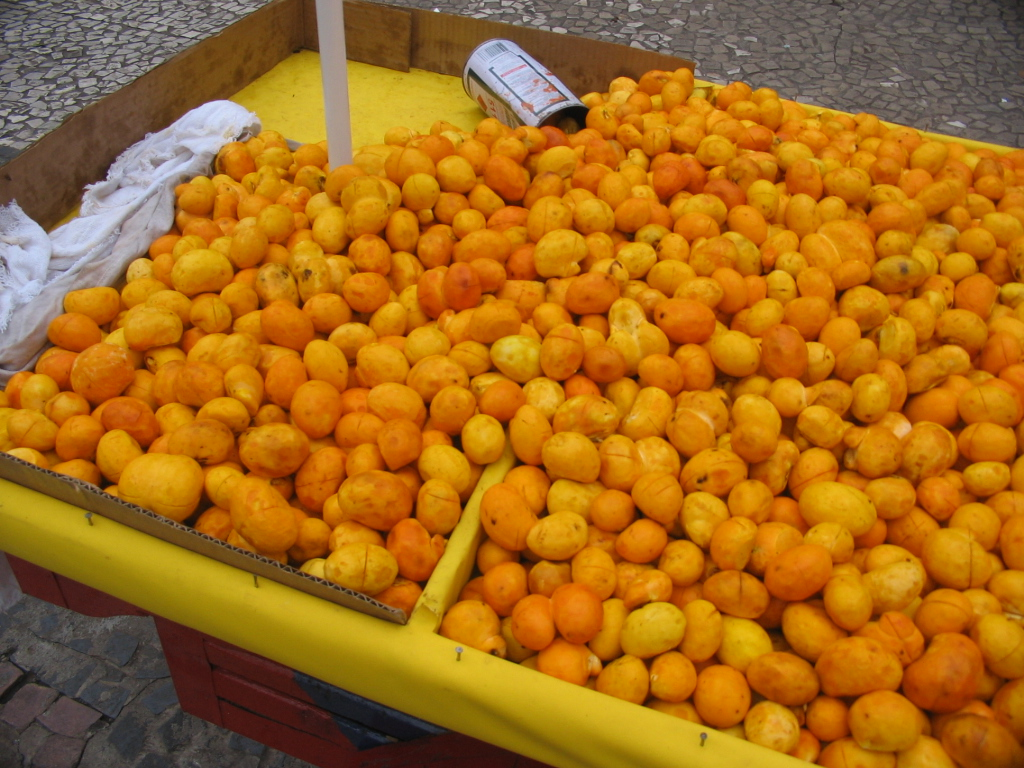
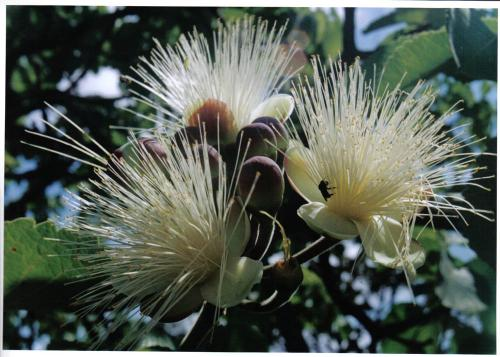
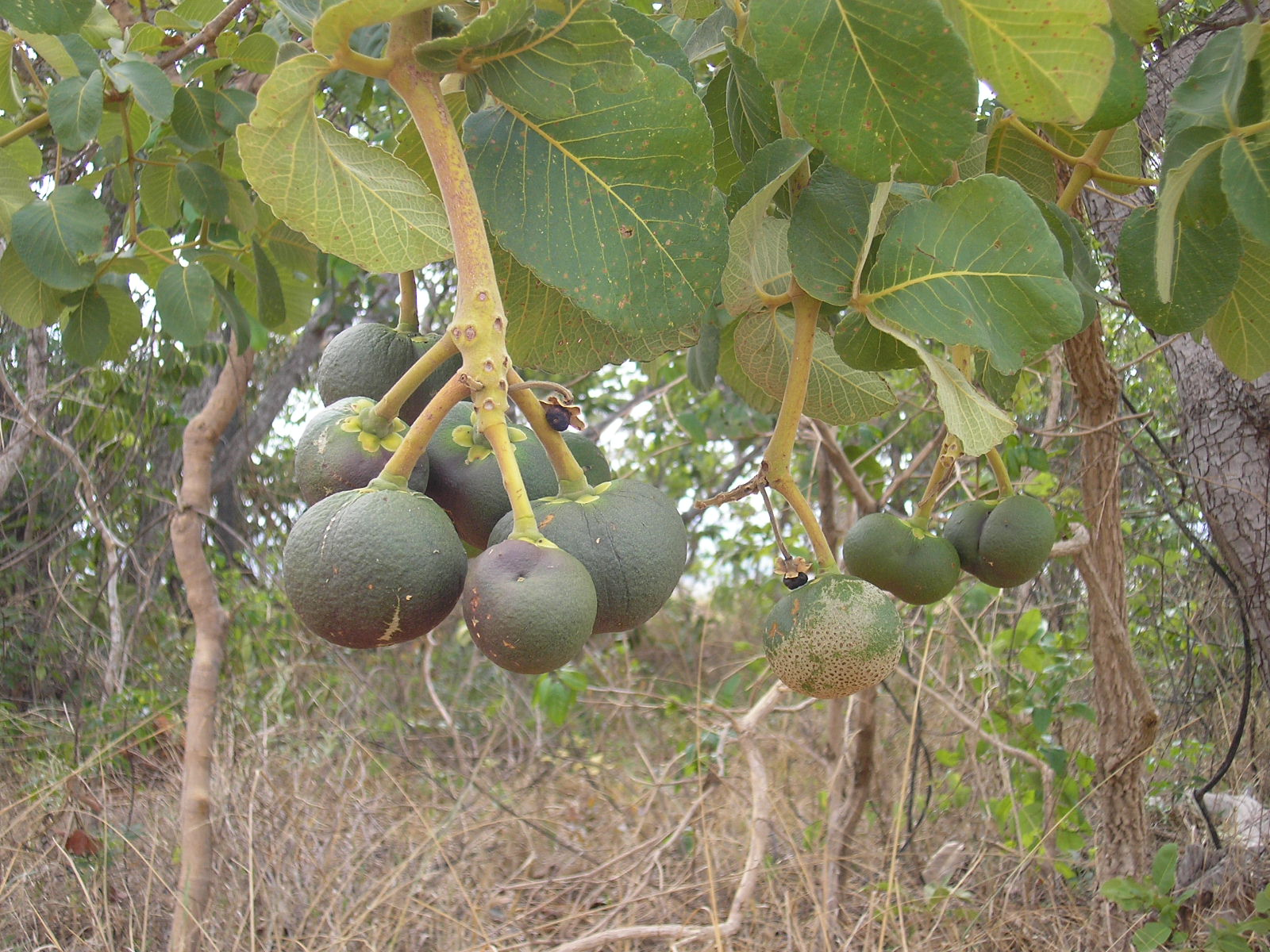